# Izunokuni
Izunokuni (Izunokuni-shi)?) è una città giapponese della prefettura di Shizuoka.